# Jakson Follmann
Jakson Ragnar Follmann (Alecrim, 14 marzo 1992) è un ex calciatore brasiliano, di ruolo portiere.
È uno dei sei sopravvissuti all'incidente aereo che ha colpito la Chapecoense il 29 novembre 2016, mentre la squadra si stava recando a Medellín (Colombia) per giocare la finale di Coppa Sudamericana.

## Carriera

### Club
Ha iniziato la sua carriera nelle giovanili del Grêmio, ma viene rilasciato nel 2008. Si sposta alle giovanili della Juventude dove vince, nel 2010, il Campionato Gaúcho Under-20. Nel 2011 viene promosso in prima squadra con la quale disputa alcune partite della Coppa del Brasile. Follmann rimane alla Juventude sino all'anno successivo quando viene contattato dal Grêmio, farà ritorno al suo vecchio club andando ad occupare il ruolo di quarto portiere.
Follmann si trasferisce nel 2015 alla Linense. Nonostante il suo anno di permanenza nel club, effettua solamente una presenza, nella partita contro l'Ituano nel Campionato Paulista. Lascia la squadra nel 2016 per unirsi all'URT. Effettua il suo debutto nel Campionato Mineiro il 31 gennaio nel pareggio contro il Cruzeiro per 0-0.
In seguito all'incidente del volo LaMia Airlines 2933, a causa delle ferite, subisce l'amputazione di una gamba che ne segna la fine della carriera calcistica.
Nonostante la perdita dell'arto, riprende ad allenarsi per competere come nuotatore alle Paralimpiadi del 2020.
Nel 2022 riesce a realizzare il suo secondo sogno e diventa un cantante.

## Palmarès

### Competizioni giovanili
- Campionato Gaúcho Under-20: 1

Juventude: 2010

### Competizioni statali
- Copa FGF: 1

Juventude: 2011

### Competizioni internazionali
- Coppa Sudamericana: 1

Chapecoense: 2016